# Old Pine Church
Old Pine Church, aussi historiquement connue sous les noms de Mill Church, Nicholas Church et Pine Church, est une église du milieu du XIXe siècle située à proximité de Purgitsville en Virginie-Occidentale aux États-Unis. Elle est parmi les premières églises construites dans le comté de Hampshire avec Capon Chapel et Mount Bethel Church.